# Место страдања Дубока долина

Место страдања Дубока долина се налази на улазу у Сурдулицу из правца Владичиног Хана и представља место где су Бугари извршили највећи број убистава у периоду од 1915. до 1918. године у Сурдулици.

## Историјски подаци
Бугарски окупатори су од 1915. до 1918. године Сурдулицу претворили у кланицу Српског народа. Сурдулица заузима прво место у односу на друге градове по броју убијених у њеној околини. Тачан број убијених Срба у Сурдулици до данашњег дана није познат.
Највеће место страдања и масовна гобница у Сурдулици током Првог светског рата била је Дубока долина. Бугарске окупационе снаге су у периоду од 1915. године до краја рата на овом месту вршиле зверска убијања и мучења цивилног становништва које је спровођено са територије бугарског дела окупиране Србије.
Одмах након Првог светског рата на овом месту истраживањима је утврђено да је Дубока долина представљала место страдања српског цивилног становништва у Сурдулици. Арчибалд Рајс и Вилијам Драјтон вршили су ексхумације жртава, ископавања лешева и костију на локалитетима злочина, која је вршила Међународна комисија.

## Геоморфолошке карактеристике
Дубока долина је прилично дугачка и плитка јаруга или дубодолина ископана под дејством ерозије. Представља природну творевину у виду јаруге без активног речног тока, стрмих страна дубине од најмање 4m у односу на околни терен. Управо због тих геоморфолошких карактеристика је употребљена као стратиште односно масовна гробница.
Јаруга је на падини, у правцу југа, оријентисана је у правцу североисток-југозапад у северном делу, док се својим средишњим и јужним делом пружа правцем приближно север-југ. На месту где се мења правац, односно оријентација пружања јаруге, укршта се са путем. Услед измене терена и катастарског плана, нарочито након Другог светског рата и услед чињенице да теренска истраживања нису вршена, није могуће прецизно навести све границе добра које ужива претходну заштиту на катастарском плану.